# Daniela Castelli
Daniela Castelli (Chiavenna, 10 febbraio 1964) è un'ex modella, annunciatrice televisiva e attrice italiana.

## Biografia
Dal 1990 al 1995 è stata annunciatrice supplente di Canale 5 sostituendo Fiorella Pierobon. In quegli anni ha condotto saltuariamente I bellissimi di Rete 4 al posto di Emanuela Folliero. 
Ha lavorato con Raimondo Vianello e Sandra Mondaini nella terza stagione di Casa Vianello, nelle puntate 'Il restauro', 'Vampiro all'italiana', 'Fantasmi in casa' e 'Partita a poker', interpretando i panni di Dolores Grimaldi.
Giornalista professionista dal 1999, ha lavorato in programmi di attualità come Casa per Casa e Sabato 4 su Rete 4, come volto di rete e conduttrice dei collegamenti da studio sul canale sportivo di TELE+2, come redattrice e conduttrice dei radiogiornali a Radio 24 de Il Sole 24 Ore e, infine, si è specializzata in giornalismo multimediale.
Il 15 aprile 2010 è apparsa come ospite in prima serata su Rete 4 nella trasmissione Vite straordinarie dedicata alla scomparsa di Raimondo Vianello avvenuta il giorno stesso.